# Leuchtturm Narva-Jõesuu
Der Leuchtturm Narva-Jõesuu (estnisch Narva-Jõesuu tuletorn) steht am Westufer der Narvamündung in Narva-Jõesuu im Kreis Ida-Viru. Er ist der östlichste Leuchtturm der Republik Estland.
An dieser Stelle gibt es schon seit 1725 eine Leuchtstation. Doch über die frühen Türme ist nichts bekannt. Es existiert ein Bild vom Leuchtturm von 1808, der aber während des Zweiten Weltkriegs zerstört wurde.
Der 30 m hohe runde Turm wurde aus Betonblöcken erbaut, hat eine Laterne und eine Galerie und steht auf einem Steinfundament. Er ist mit horizontalen roten und weißen Streifen bemalt, die Laterne ist schwarz und das graue Steinfundament ist ohne Anstrich.

## Geschichte
Ein Leuchtturm entstand bereits im 17. Jahrhundert während der Besetzung Estlands durch die Schweden. Nach dem Großen Nordischen Krieg fiel das Gebiet an das Russische Reich. Der Leuchtturm wurde bereits 1725 in den Aufzeichnungen der russischen Admiralität vermerkt, auf deren Initiative 1808 ein 16 Meter hoher Steinleuchtturm gebaut wurde.
Während des Krimkrieges (1853–1856) wurden der Leuchtturm und die Nebengebäude schwer beschädigt. Restaurierungsarbeiten am Leuchtturm wurden in den 1870er Jahren durchgeführt. Da der instabile Untergrund Risse in der Konstruktion verursachte, wurde sie  durch Metallstreben stabilisiert. Gleichzeitig wurde der Turm um acht Meter erhöht. Eine neue Laterne mit einem katoptrischen Gerät wurde 1886 installiert und 1903 mit einer Fresneloptik der Kategorie III modernisiert.
1941 wurde die Leuchtanlage von der sich vor der Deutschen Wehrmacht zurückziehenden Roten Armee weitgehend zerstört. Ein neues Leuchtfeuer wurde 1957 an derselben Stelle aus zylinderförmigen, vorgefertigten Stahlbetonröhren gebaut.

## Beschreibung
Der Leuchtturm ist ein 30 Meter hoher Zylinder aus vorgefertigten Stahlbetonteilen auf einem einstöckigen runden Steinsockel. Der Turm wird durch eine schwarze Galerie mit einer Laterne abgeschlossen. Er hat abwechselnd drei breite, horizontale rote und weiße Streifen. Die Basis besteht aus grauem unverputztem Stein.